# О’Нил, Мелисса
Мели́сса O’Ни́л (англ. Melissa O'Neil; род. 12 июля 1988, Калгари, Канада) — канадская певица и актриса, наиболее известная благодаря ролям Второй / Порши Лин в сериале «Темная материя» и Люси Чен в телесериале «Новичок», а также как победительница третьего сезона шоу Canadian Idol.

## Биография
O’Нил родилась и выросла в Калгари, Альберта в семье Тима О’Нила и Элисон Енг, имеющей китайское происхождение. У Мелиссы есть младший брат по имени Колин Патрик О’Нил. Училась в средней школе Лестера Пирсона в Калгари. В школьные годы она выступала в мюзиклах, а также играла в регби и в баскетбол.

## Карьера

### Канадский идол
В начале 2005 года, учась в средней школе, О’Нил прошла прослушивание на третий сезон Канадского идола. Судьи были впечатлены ее вокалом, и она прошла в топ-100. 7 сентября 2005 года О’Нил пробилась в финал конкурса вместе с Рексом Гауди. Во время показа результатов финала 14 сентября 2005 года О’Нил победила Гауди и стала третьим канадским идолом, а также первой женщиной-победительницей, первой победительницей китайского происхождения и самой молодой победительницей в истории шоу.

### Певица
Сразу после победы на шоу О’Нил подписала контракт на запись с Sony BMG Canada и выпустила свой первый сингл «Alive», который попал в магазины 4 октября 2005 года и дебютировал на первом месте в канадском чарте синглов, удерживая эту позицию в течение четырех недель. Сингл получил четырехкратный платиновый сертификат от CRIA.
В 2007 году О’Нил была номинирована на премию Juno однако Томи Свик забрал награду.
В 2009 году О’Нил стал вокалисткой торонтской фанк-группы God Made Me Funky.

### Актриса
О’Нил начала сниматься в кино и сериалах с 2015 года. В 2015—2017 годах она исполняла одну из главных ролей в сериале  «Темная материя».
В октябре 2018 года О’Нил получила роль офицера полиции Лос-Анджелеса Люси Чен в полицейском драматическом сериале «Новичок», где она играет коллегу полицейского-новичка Нейтона Филлиона.

## Фильмография
| Год       |    | Русское название     | Оригинальное название                | Роль               |
| --------- | -- | -------------------- | ------------------------------------ | ------------------ |
| 2014      | ф  | —                    | Les Miserables: The Broadway Musical | певица             |
| 2015—2016 | с  | Эта жизнь            | This Life                            | Сара               |
| 2015—2017 | с  | Тёмная материя       | Dark Matter                          | Вторая / Порша Лин |
| 2016      | ки | —                    | Tom Clancy’s The Division            | Фэй Лау            |
| 2016      | с  | Бестия               | Rogue                                | Дженнифер          |
| 2016      | с  | Вторая Джен          | Second Jen                           | Наоми              |
| 2017      | с  | Потерянное поколение | Lost Generation                      | Таша               |
| 2017      | с  | Выкуп                | Ransom                               | Дрита Джакупи      |
| 2018      | с  | Я — зомби            | IZombie                              | Суки               |
| 2018      | с  | Кондор               | Condor                               | Дженис             |
| 2018      | ф  | Простая просьба      | A Simple Favor                       | Бет                |
| 2018—...  | с  | Новичок              | The Rookie                           | Люси Чен           |
| 2022      | с  | Новичок: Федералы    | The Rookie: Feds                     | Люси Чен           |